# 신대
신대(神代, かみよ 또는 じんだい로 발음)는 일본신화의 시대구분의 하나이다.
일본신화(《고사기》·《일본서기》 등)에 있어서 신들이 지배하고 있던 시대라는 의미로, 천지개벽에서 진무 천황이 즉위(《일본서기》에 기록된 역대 천황의 재위기간을 바탕으로 역산하면 기원전 660년)하기까지의 시대를 가리킨다. 가미노요나나요·지진고다이(일향삼대)를 아우른다. 역사학적으로 대조해본다면 야요이 시대 후기 이전에 상당한다.
신대를 이어 진무 천황에서 다이카 개신까지의 시대(역사학적으로는 야요이 시대 말기-고훈 시대-아스카 시대 중기)는 상고라고 이름된다.

## 같이 보기
- 아마테라스 오미카미
- 신대문자
- 가미노요나나오
- 황천
- 일본의 역사
- 황금시대
- 천손강림